# Marigot (Saint Martin)
Marigot è la città capoluogo della collettività di Saint-Martin, dipendente dalla Francia e parte settentrionale dell'isola di Saint Martin. Ha una popolazione di 6 000 abitanti (2008).
Originariamente era un villaggio di pescatori su una palude, Marigot divenne capitale durante il regno di Luigi XVI di Francia, che ha costruito Il Forte St. Louis su una collina vicino a Marigot Bay. Oggi, il forte, è la costruzione di maggior interesse a Marigot.
Marigot è una tipica città dei Caraibi. 
Il mercoledì e il sabato mattina si svolge il mercato, dov'è possibile trovare noci di cocco, avocado, patata dolce e altri tipi di frutta tropicale e verdura, vari tipi di spezie e di pesce fresco. Si possono trovare anche manufatti artigianali o artistici locali.